# الپاندیر، اسپانیا
الپاندیر، اسپانیا (به اسپانیایی: Alpandeire, Spain) یک شهرستان در اسپانیا است.